# Gåxsjön
Gåxsjön är en sjö ca 15 km nordväst om Hammerdal i Strömsunds kommun i Jämtland och ingår i Indalsälvens huvudavrinningsområde. Sjön är 26 meter djup, har en yta på 15,4 kvadratkilometer och befinner sig 310 meter över havet.
Runt sjön ligger ett antal byar, den största av dessa är Gåxsjö, övriga är Högsved, Högnäs och Kakuåsen. Sjön ligger helt i Gåxsjö socken.

## Delavrinningsområde
Gåxsjön ingår i delavrinningsområde (706556-146165) som SMHI kallar för Utloppet av Gåxsjön. Medelhöjden är 333 meter över havet och ytan är 50,88 kvadratkilometer. Räknas de 12 avrinningsområdena uppströms in blir den ackumulerade arean 198,24 kvadratkilometer. Gåxsjönoret (Rångnoret) som avvattnar avrinningsområdet har biflödesordning 3, vilket innebär att vattnet flödar genom totalt 3 vattendrag innan det når havet efter 221 kilometer. Avrinningsområdet består mestadels av skog (49 procent). Avrinningsområdet har 15,64 kvadratkilometer vattenytor vilket ger det en sjöprocent på 30,7 procent.